# Copa América der Frauen 2014
Die 7. Copa América der Frauen (spanisch Copa América Femenina) fand vom 11. bis 28. September 2014 in Ecuador statt. Ecuador war zum zweiten Mal Gastgeber des Turniers und erreichte mit dem dritten Platz die bisher beste Platzierung. Brasilien konnte seinen Titel erfolgreich verteidigen. Das Turnier diente auch als Qualifikation für die Weltmeisterschaft 2015 in Kanada, die Olympischen Spiele 2016 in Rio de Janeiro und die Panamerikanischen Spiele 2015 in Toronto. Kolumbien qualifizierte sich zusammen mit Brasilien für die WM und als zweite südamerikanische Mannschaft für die Olympischen Spiele. Ecuador konnte sich in den Playoff-Spielen gegen den CONCACAF-Vertreter Trinidad und Tobago auch noch für die WM qualifizieren, während Argentinien, das Turniersieger Brasilien in der Vorrunde noch besiegen konnte, sich nur für die Panamerikanischen Spiele qualifizieren konnte.

## Modus und Teilnehmer
Die zehn teilnehmenden Mannschaften wurden im Rahmen einer Auslosung auf zwei Gruppen zu je fünf Mannschaften aufgeteilt. Innerhalb der Gruppen spielte jede Mannschaft einmal gegen jede andere. Für einen Sieg gab es drei Punkte, für ein Unentschieden einen Punkt und für eine Niederlage keinen Punkt. Die jeweils ersten beiden Mannschaften der Gruppen erreichten die Finalrunde, wo erneut jede Mannschaft einmal auf jede andere traf. Auch hier gab es für einen Sieg drei Punkte, für ein Unentschieden einen Punkt und für eine Niederlage null Punkte.
Die beiden erstplatzierten Mannschaft der Finalrunde sind direkt für die Weltmeisterschaft qualifiziert. Der Dritte trägt gegen den Vierten des CONCACAF Women’s Gold Cup 2014 Entscheidungsspiele aus. Der Turniersieger qualifizierte sich für das olympische Fußballturnier. Da Brasilien das Turnier gewann, rückt der Zweitplatzierte Kolumbien nach. Die vier Mannschaften der Finalrunde qualifizierten sich für die Panamerikanischen Spiele.
Die Auslosung am 22. Mai 2014 ergab folgende Gruppen:
| Gruppe A  | Kolumbien   | Ecuador   |
| Peru      | Uruguay     | Venezuela |
| Gruppe B  | Argentinien | Bolivien  |
| Brasilien | Chile       | Paraguay  |

## Spielorte
Die Spiele fanden in neun Stadien statt:
- Ambato – Estadio Bellavista
- Azogues – Estadio Jorge Andrade Cantos
- Cuenca – Estadio Alejandro Serrano Aguilar
- Latacunga – Estadio La Cocha
- Loja – Estadio Federativo Reina del Cisne
- Quito – Estadio Olímpico Atahualpa
- Quito – Estadio Gonzalo Pozo Ripalda
- Sangolquí – Estadio Rumiñahui
- Riobamba – Estadio Olímpico de Riobamba

Die Hauptstadt Quito und dessen Vorort Sangolquí waren Schauplatz der Spiele der Finalrunde. Alle Spielorte liegen zwischen 2.000 und 2.850 Metern Höhe. Sämtliche Spiele wurden im Rahmen von Doppelveranstaltungen ausgetragen, das heißt an einem Tag wurden zwei Spiele hintereinander in einem Stadion gespielt.

## Vorrunde

### Gruppe A
| Pl. | Land      | Sp. | S | U | N | Tore    | Diff. | Punkte |
| --- | --------- | --- | - | - | - | ------- | ----- | ------ |
| 1.  | Kolumbien | 4   | 4 | 0 | 0 | 010:100 | +9    | 12     |
| 2.  | Ecuador   | 4   | 2 | 0 | 2 | 003:300 | ±0    | 06     |
| 3.  | Uruguay   | 4   | 2 | 0 | 2 | 005:900 | −4    | 06     |
| 4.  | Venezuela | 4   | 1 | 1 | 2 | 004:600 | −2    | 04     |
| 5.  | Peru      | 4   | 0 | 1 | 3 | 001:400 | −3    | 01     |

|                                              |   |           |           |
| 11. September 2014 um 17:00 Uhr in Riobamba  |   |           |           |
| Uruguay                                      | – | Venezuela | 1:3 (1:2) |
| 11. September 2014 um 19:10 Uhr in Riobamba  |   |           |           |
| Ecuador                                      | – | Peru      | 1:0 (1:0) |
| 13. September 2014 um 13:00 Uhr in Ambato    |   |           |           |
| Kolumbien                                    | – | Uruguay   | 4:0 (1:0) |
| 13. September 2014 um 15:10 Uhr in Ambato    |   |           |           |
| Ecuador                                      | – | Venezuela | 1:0 (0:0) |
| 15. September 2014 um 17:00 Uhr in Riobamba  |   |           |           |
| Kolumbien                                    | – | Venezuela | 4:1 (2:0) |
| 15. September 2014 um 19:10 Uhr in Riobamba  |   |           |           |
| Uruguay                                      | – | Peru      | 2:1 (1:1) |
| 17. September 2014 um 13:00 Uhr in Ambato    |   |           |           |
| Venezuela                                    | – | Peru      | 0:0       |
| 17. September 2014 in um 15:10 Uhr Ambato    |   |           |           |
| Ecuador                                      | – | Kolumbien | 0:1 (0:0) |
| 19. September 2014 um 17:00 Uhr in Latacunga |   |           |           |
| Kolumbien                                    | – | Peru      | 1:0 (1:0) |
| 19. September 2014 um 19:10 Uhr in Latacunga |   |           |           |
| Ecuador                                      | – | Uruguay   | 1:2 (0:1) |

### Gruppe B
| Pl. | Land        | Sp. | S | U | N | Tore    | Diff. | Punkte |
| --- | ----------- | --- | - | - | - | ------- | ----- | ------ |
| 1.  | Brasilien   | 4   | 3 | 0 | 1 | 012:300 | +9    | 09     |
| 2.  | Argentinien | 4   | 3 | 0 | 1 | 009:100 | +8    | 09     |
| 3.  | Paraguay    | 4   | 2 | 0 | 2 | 014:900 | +5    | 06     |
| 4.  | Chile       | 4   | 2 | 0 | 2 | 006:500 | +1    | 06     |
| 5.  | Bolivien    | 4   | 0 | 0 | 4 | 002:250 | −23   | 0      |

|                                            |   |             |            |
| 12. September 2014 um 17:00 Uhr in Loja    |   |             |            |
| Argentinien                                | – | Chile       | 0:1 (0:0)  |
| 12. September 2014 um 19:10 Uhr in Loja    |   |             |            |
| Brasilien                                  | – | Bolivien    | 6:0 (2:0)  |
| 14. September 2014 um 13:00 Uhr in Loja    |   |             |            |
| Bolivien                                   | – | Argentinien | 0:6 (0:0)  |
| 14. September 2014 um 15:10 Uhr in Loja    |   |             |            |
| Paraguay                                   | – | Brasilien   | 1:4 (1:2)  |
| 16. September 2014 um 17:00 Uhr in Cuenca  |   |             |            |
| Chile                                      | – | Bolivien    | 3:0 (1:0)  |
| 16. September 2014 um 19:10 Uhr in Cuenca  |   |             |            |
| Argentinien                                | – | Paraguay    | 1:0 (1:0)  |
| 18. September 2014 um 17:00 Uhr in Cuenca  |   |             |            |
| Bolivien                                   | – | Paraguay    | 2:10 (1:3) |
| 18. September 2014 um 19:10 Uhr in Cuenca  |   |             |            |
| Chile                                      | – | Brasilien   | 0:2 (0:1)  |
| 20. September 2014 um 14:00 Uhr in Azogues |   |             |            |
| Paraguay                                   | – | Chile       | 3:2 (1:0)  |
| 20. September 2014 um 16:10 Uhr in Azogues |   |             |            |
| Brasilien                                  | – | Argentinien | 0:2 (0:1)  |

## Finalrunde

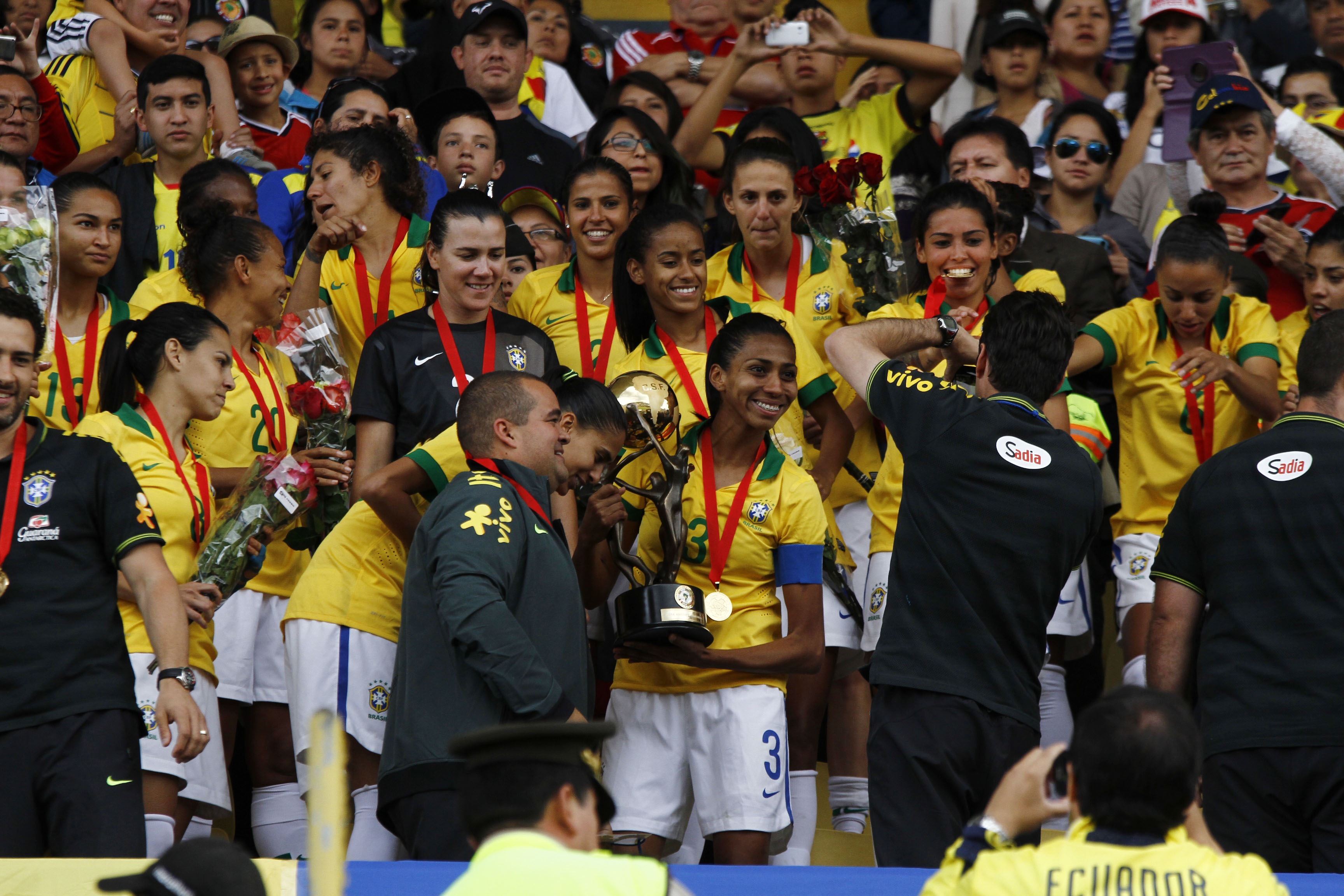
mit der Copa América

| Pl. | Land        | Sp. | S | U | N | Tore    | Diff. | Punkte |
| --- | ----------- | --- | - | - | - | ------- | ----- | ------ |
| 1.  | Brasilien   | 3   | 2 | 1 | 0 | 010:000 | +10   | 07     |
| 2.  | Kolumbien   | 3   | 1 | 2 | 0 | 002:100 | +1    | 05     |
| 3.  | Ecuador     | 3   | 1 | 0 | 2 | 004:800 | −4    | 03     |
| 4.  | Argentinien | 3   | 0 | 1 | 2 | 002:900 | −7    | 01     |

|                                              |   |             |           |
| 24. September 2014 um 13:00 Uhr in Quito     |   |             |           |
| Kolumbien                                    | – | Argentinien | 0:0       |
| 24. September 2014 um 15:10 Uhr in Quito     |   |             |           |
| Brasilien                                    | – | Ecuador     | 4:0 (3:0) |
| 26. September 2014 um 16:00 Uhr in Sangolquí |   |             |           |
| Kolumbien                                    | – | Ecuador     | 2:1 (1:0) |
| 26. September 2014 um 18:10 Uhr in Sangolquí |   |             |           |
| Brasilien                                    | – | Argentinien | 6:0 (2:0) |
| 28. September 2014 um 10:00 Uhr in Quito     |   |             |           |
| Argentinien                                  | – | Ecuador     | 2:3 (2:1) |
| 28. September 2014 um 12:10 Uhr in Quito     |   |             |           |
| Kolumbien                                    | – | Brasilien   | 0:0       |

## Siegermannschaft
| 6. | Brasilien |
|    | - Tor: Andréia Suntaque (7/-); Thaís Picarte (0/-); Luciana (0/-) - Abwehr: Tayla (6/1); Bruna Benites (6/-); Calan (0/-); Mônica (1/-); Fabiana (3/2); Rilany (6/-); Poliana (5/-); Tamires (6/1) - Mittelfeld: Formiga (6/2); Thaisa (5/1); Bia (1/-); Andressa Machry (4/-); Maurine (7/3); Raquel Fernandes (5/2); Andressa Alves (7/3) - Angriff: Cristiane (6/6); Chú Santos (3/-); Darlene (6/1); Giovânia (1/-) - Trainer: Vadão |

## Schiedsrichterinnen
Hauptschiedsrichterinnen
- Laura Fortunato
- Sirley Cornejo
- Regildenia Moura
- María Carvajal
- Juana Delgado
- Viviana Muñoz
- Zulma Quiñónez
- Silvia Reyes
- Gabriela Bandeira
- Yercinia Correa

Schiedsrichterassistentinnen
- Mariana de Almeida
- Marina Quiroga
- Janette Arcanjo
- Loreto Toloza
- Mónica Amboya
- Luz Amalia Ruiz
- Laura Miranda
- Gabriela Moreno
- Luciana Mascaraña
- Yoly Garcia

## Beste Torschützinnen
| Rang | Spielerin                | Tore |
| ---- | ------------------------ | ---- |
| 1    | Cristiane                | 6    |
| 2    | Rebeza Fernández         | 4    |
| 3    | Andressa Alves           | 3    |
|      | Florencia Bonsegundo     | 3    |
|      | Francisca Alejandra Lara | 3    |
|      | Mariana Larroquette      | 3    |
|      | Jessica Martinez         | 3    |
|      | Maurine                  | 3    |
|      | Lourdes Ortiz            | 3    |
|      | Yoreli Rincón            | 3    |

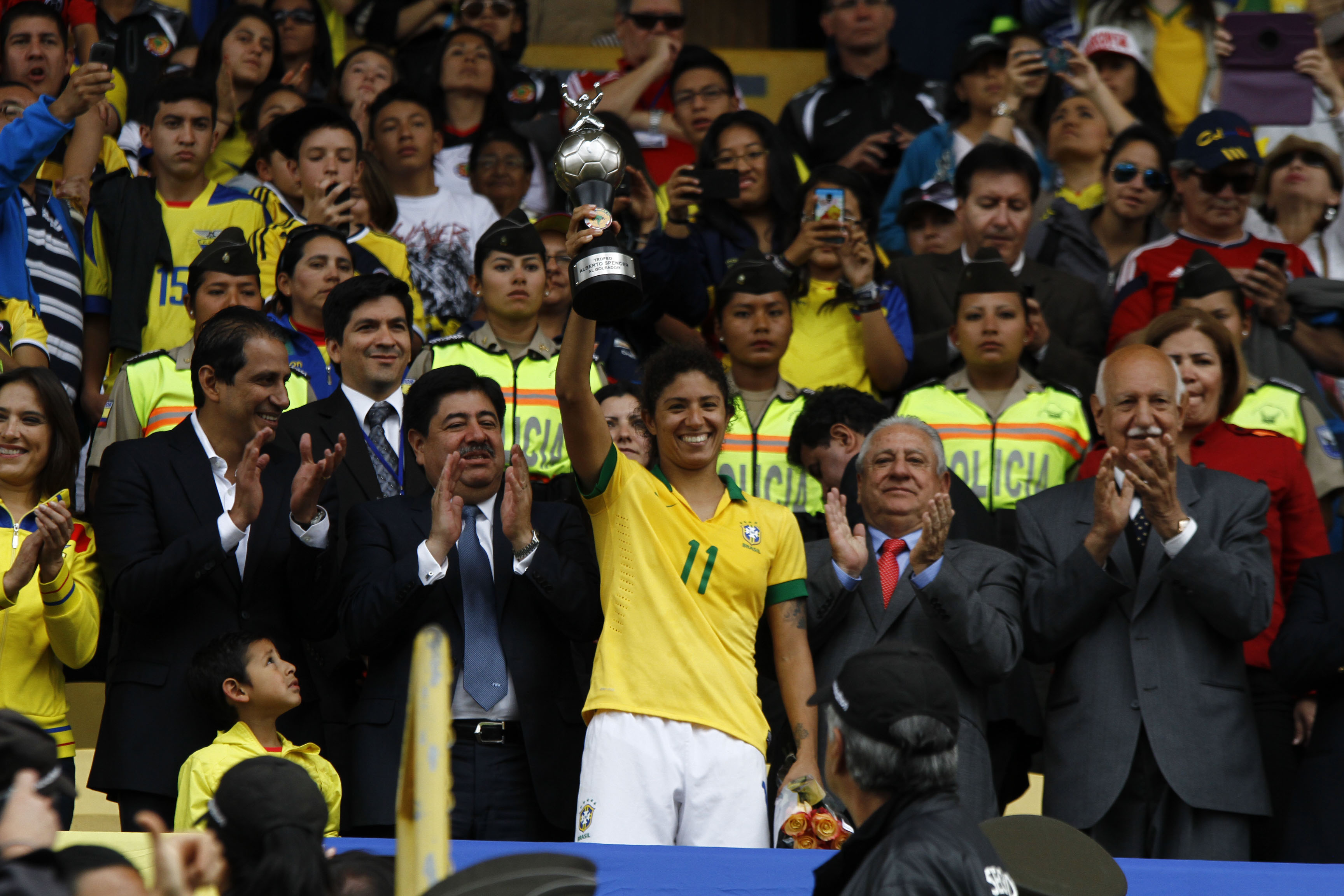
mit dem Pokal der Torschützenkönigin

Hinzu kamen 10 Spielerinnen mit je zwei und 30 Spielerinnen mit je einem Tor.
Quelle: conmebol.com